# LIBROM
LIBROM は、福岡県福岡市中央区高砂に本社および工場を置く株式会社LIBROM（リブロム）が運営する酒類醸造所である。

## 概要
福岡県北九州市出身の柳生光人は、遺跡好きが講じイタリアを好んでいた、創価大学3年のとき単身イタリアへ、外国人が「日本らしさ」と質問してきた、日本らしいことイタリアで「日本酒を作ろう」と考えた。イタリアは米が原材料である日本酒の酒蔵はひとつもなかった、このことが柳生の「CRAFT SAKE（クラフトサケ）」を造る動機となった。イタリアでの日本酒造りのため、修行先を探しイタリアの米で日本酒を造る蔵を見つけた、山口県山口市徳地の「新谷酒造株式会社」である。柳生は新谷酒造で1年間の修業を積み、「酒造りの神様」といわれる農口尚彦の石川県小松市観音の「農口尚彦研究所」に3年間の日本酒造りを教わった。
農口尚彦研究所では、日本酒造りは麹づくりが大切と教わった、3年間の修行後、故郷の福岡で酒造りをすることを決意した。1年間の準備期間を経て、2021年（令和3年）5月6日、LIBROMを開店した、醸造所内には麹室を設備し麹から手づくりしている。「日本酒文化を身近に」をコンセプトに、『CRAFT SAKE』の醸造し提供している。SAKEは日本酒の製法なのに日本酒ではない、酒税法の壁により日本酒は新規参入者が認められていない。柳生は日本酒を造りたいのだが、免許が下りないので「花」を使った酒造りを始めた、米と米麹を原料にして発酵途中で食用花や果物を加えたお酒を加える、見た目は日本酒と変わりない。
醸造所に併設したパブ「LIBROM Craft Sake Brewery（リブロム クラフト サケ ブルワリー）」がある。醸造所兼店舗では、醸造責任者は柳生光人の中学の同級生である北九州市出身の穴見峻平が造る「CRAFT SAKE」をその場で楽しむことができ、料理長の西島光輝が作る酒に合うつまみを楽しむことができる。また、福岡県産のイチゴ「あまおう」を使った酒は、上品な香りで甘みが口いっぱいに広がる人気の賞品である。
「LIBROM」の由来
LIBROMは、イタリア語の自由とロマンを合わせた造語で、自由な醸造法でロマンにあふれるた酒造りを目指していきたいという願いを込めている。
輸出用酒類製造免許制度
日本国内の日本酒消費量は年々減少傾向だが、その一方、海外での日本食ブームによる日本酒人気は年々増加傾向にある。また、日本酒の供給過多や酒蔵の保護など考慮して、新たな酒類製造免許を許してこなかった。しかし、日本酒の海外人気を見過ごすのはと、輸出向けの日本酒に限っての清酒製造免許を与える制度を設け、2021年（令和3年）度の税制改正で「輸出用清酒製造免許制度」が発足し、2021年4月1日より免許の申請受付けがスタートされた。

## 沿革
- 2020年（令和2年）7月10日 - 株式会社LIBROM設立
- 2021年（令和3年）5月6日 - 醸造所&バー「LIBROM Craft Sake Brewery」オープン
- 2022年（令和4年）3月8日 - 「あまおう」を使用使ったクラフトサケ「Fragola」発売

## 営業情報
蒸留所
- 定休日 - 月曜日
- 営業時間 - 午後1時-午後11時
- 見学 - 不詳
- テイスティング - 不詳
- 駐車場 - 無し

ショップ＆カフェ
- 定休日 - 月曜日
- 営業時間 - 昼/午前11時〜午後2時30分、夜/午後5時〜午後11時
- 駐車場 - 無し

## 商品
- いろは にごり - いちごを使ったクラフト酒
- いろは 火入れ -  いちごを使ったクラフト酒
- いろは なま -  いちごを使ったクラフト酒

## 関連文献
- 『福岡のニュース』「街中にある醸造所「LIBROM Craft Sake Brewery」オープン」、2021年5月24日、2022年4月6日閲覧
- 『毎日新聞』「「日本酒名乗れない」相次ぐ若手の挑戦阻む、あの壁」、2021年10月28日、2022年4月6日閲覧
- 『Nondel』「いちごの香りの日本酒“いろは“ 福岡発クラフト酒「LIBROM」」、2022年2月11日、2022年4月6日閲覧
- 『天神経済新聞』「「あまおう」をふんだんに使用したクラフトサケを3月8日より発売」、2022年3月4日、2022年4月6日閲覧
- 『西日本新聞』「「あまおう」をふんだんに使用したクラフトサケを3月8日より発売」、2022年3月6日、2022年4月6日閲覧
- 『もっと福岡』「LIBROM(リブロム)福岡市中央区でクラフトサケに挑戦！フルーツ・ハーブのお酒」、2022年3月25日、2022年4月6日閲覧
- 『朝日新聞』花で醸す「クラフトサケ」同級生2人の挑戦　海外で日本酒造りめざし」、2022年4月3日、2022年4月6日閲覧
- 『PR TIMES』「株式会社LIBROM」、2022年3月4日、2022年4月6日閲覧